# هولي غودارد جونز
هولي غودارد جونز (بالإنجليزية: Holly Goddard Jones)‏ هي كاتِبة أمريكية، ولدت في 18 ديسمبر 1979 في روسلفيل في الولايات المتحدة.

## وصلات خارجية
- الموقع الرسمي